# جادج ويليس براون
جادج ويليس براون (بالإنجليزية: Judge Willis Brown)‏ هو منتج وقاضي ومخرج أمريكي، ولد في 31 يوليو 1881 في كولومبوس في الولايات المتحدة، وتوفي في 20 أكتوبر 1931.

## وصلات خارجية
- جادج ويليس براون على موقع IMDb (الإنجليزية)
- جادج ويليس براون على موقع كينوبويسك (الروسية)